# Bouquinistes de Paris

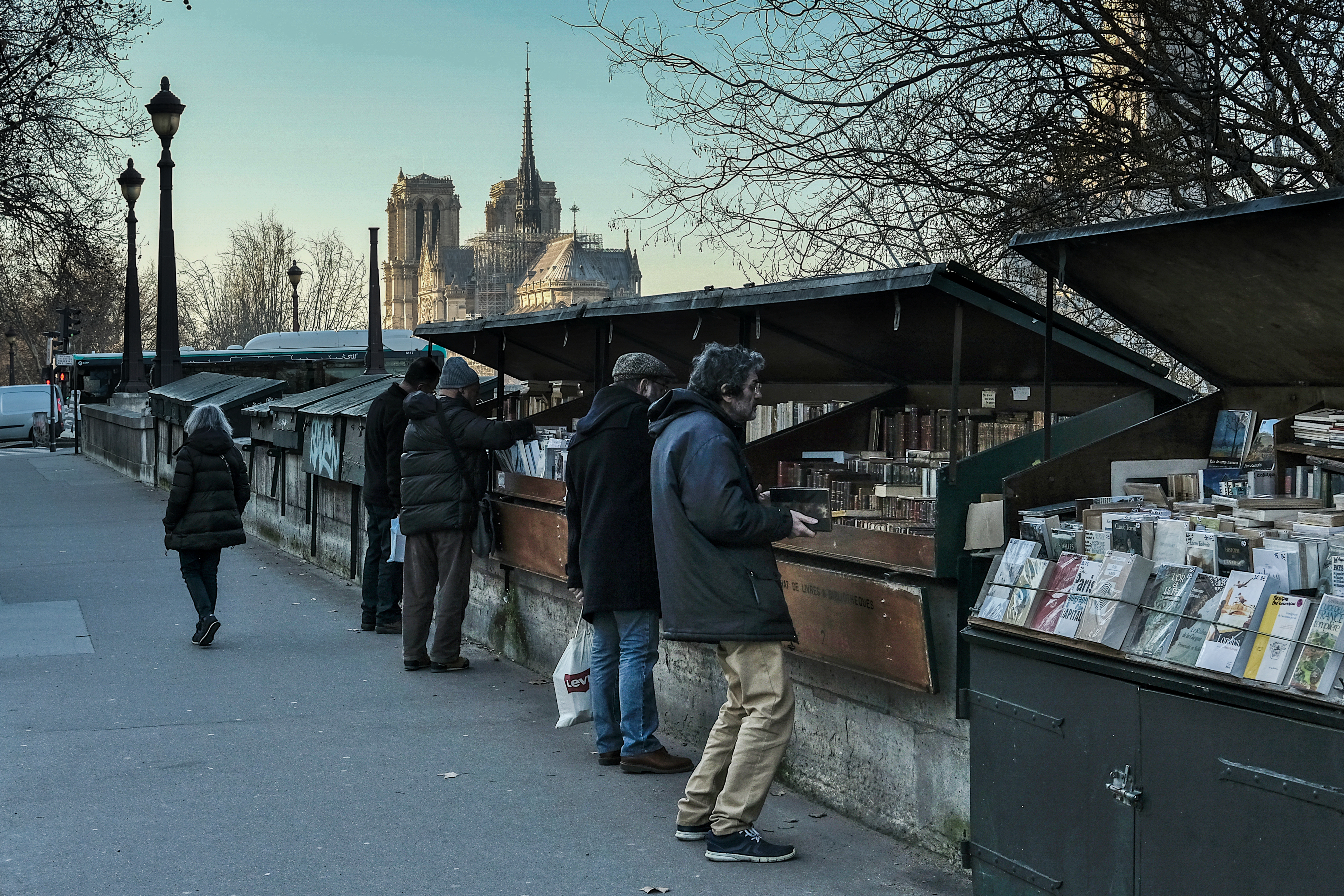
Bokstånd längs Seine.

Bouquinistes de Paris är en reglerad utomhusmarknad för begagnade böcker längs en tre kilometer lång sträcka av floden Seine i Paris. 
Bokstånden får högst vara 8,6 meter långa och skall bestå av 2 meter långa och 75 centimeter breda mörkgröna boklådor. När de är öppna får de högst vara 2,1 meter höga. Bokmarknaden utsågs till immateriellt kulturarv i Frankrike 6 februari 2019.

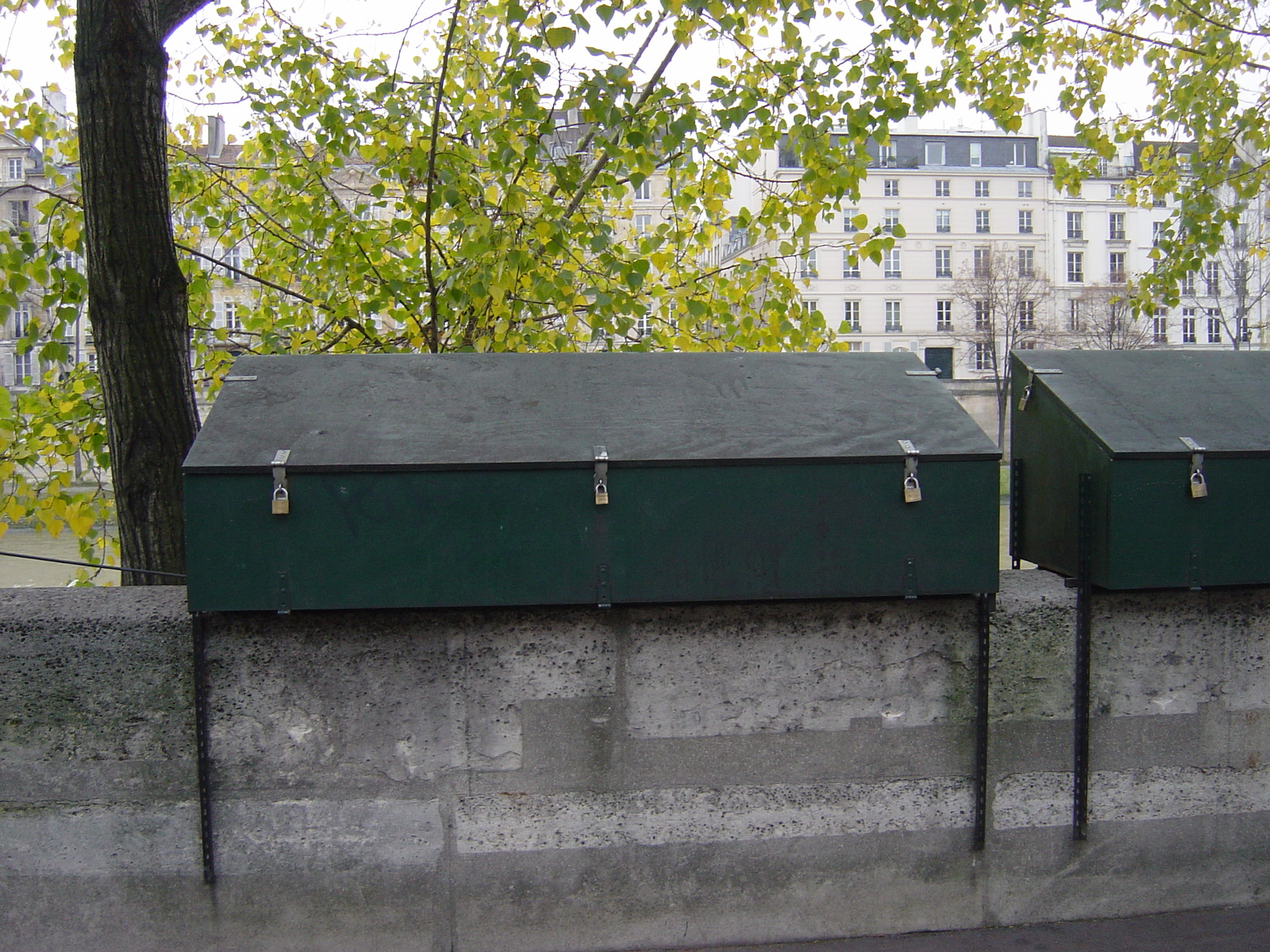
Stängda boklådor.

## Historia
Fenomenet Bouquinistes, från flamländska boeckijn (liten bok), började på 1500-talet med gårdfarihandlare, men 1649 förbjöds bokförsäljning från mobila försäljare med "låda på magen" vid Pont Neuf. Under franska revolutionen ökade bokförsäljningen trots att endast revolutionära texter fick tryckas. Boklådorna sålde verk som hade plundrats eller tagits i beslag från bibliotek och privata hem. Från 1859 fick försäljare tillstånd att sälja från fasta platser mellan soluppgång och solnedgång och 1930 reglerades utformningen av bokstånden. 

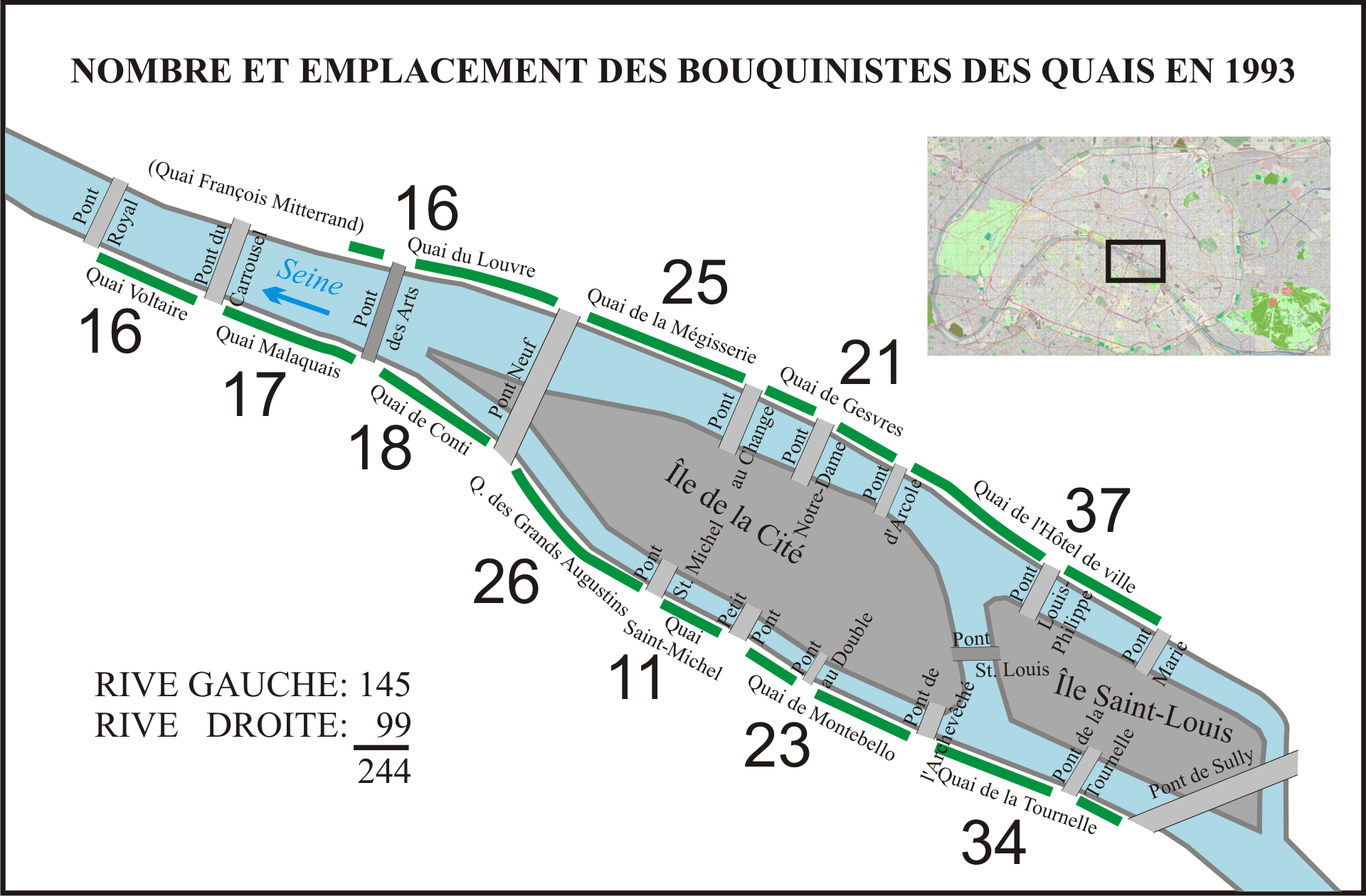
Karta över bokmarknaden 1993.

Idag (2020) finns det cirka 220 licensierade bokförsäljare med omkring 300 000 franskspråkiga böcker till salu längs Seine. Bokstånden säljer också tidskrifter, gamla vykort och frimärken och på senare tid även små souvenirer från Paris och skall vara öppna minst fyra dagar i veckan.